# Abdon Smokvina
Abdon Smokvina (Sušak, 1911. – 1985.), hrvatski turistički, športski, društveni djelatnik, planinar, skijaš i jedriličar, strastveni fotoamater

## Životopis
Rođen na Sušaku (Draga), na kojem je završio gimnaziju. Obnašao je dužnost tajnika turističkog saveza Rijeke. Obnašao dužnost tajnika Skijaškog saveza Rijeke. Predsjedavao Ski klubom Rijeka u dva mandata i nakon toga ponio naslov počasnog predsjednika. Za hrvatsko skijanje je važan kao jedan od osnivača Jadranskog veleslaloma, za jedriličarstvo kao jedan od osnivača Istarske i Kvarnerske regate, a za planinarstvo kao sudionik pri podizanju planinarskih domova na Platku i Snježniku.